# 東蒲田
東蒲田（日语：／ Higashi-kamata */?）是東京都大田區的町名。現行行政地名為東蒲田一丁目與東蒲田二丁目。2013年8月1日為止的人口有5,345人。郵遞區號144-0031。

## 地理
位於大田區東南部。北鄰大森中。東接北糀谷。南至呑川，接南蒲田、西糀谷。西至第一京濱，接蒲田。町內主要為住宅地。

## 歷史
- 1937年（昭和12年）：蒲田町、新宿町各一部分合併成立東蒲田一～四丁目。
- 1964年（昭和39年）：三丁目一部分編入西糀谷一丁目，四丁目一部分編入南蒲田。
- 1965年（昭和40年）：一丁目一部分編入蒲田二丁目，三丁目一部分編入蒲田三丁目，二～三丁目各一部分編入蒲田四丁目，四丁目一部分編入蒲田本町二丁目。
- 1969年（昭和44年）：東蒲田一～二丁目與北糀谷町一部分合併為現在的東蒲田。

### 地名由來
意為蒲田地區的東部。

## 交通
町域內沒有鐵路車站，西方有京急本線梅屋敷站與京急蒲田站。

## 設施
- 大田區立東蒲中學校
- 大田區立東蒲小學校
- 大田區總合體育館
- 大田區立舊呑川綠地（北糀谷邊界）
- 電影（キネマ）通商店街

## 備註
1. ↑  .   [2013-08-26]. （原始内容存档于2014-02-18）.